# Рагаццони, Джироламо
Джероламо Рагаццони (1537, Венеция, Венецианская республика  - 17 марта 1592, Бергамо, Венецианская республика - итальянский прелат, Ординарий епархий Бергамо и Новары, дипломат, гуманист.

## Биография
В 1561 году - избран коадъютором Епархии Фамагусты.
20 декабря 1561 года выступал на Тридентском соборе.
С 1572 года - Апостольский администратор епархии Чизамо на острове Крит , в то время как Фамагуста была захвачена турками.
С 19 сентября 1576 года - епископ в Новаре.
С 19 июля 1577 года - переведен в епархию Бергамо.
С 1583 по 1586 год - апостольский нунций во Франции.
В 1592 году умер в Бергамо.

## Труды
- Рагаццони, Джероламо. In epistolas Ciceronis familiares commentarius: in quo breuissime, quo quaeque earum ordine scripta sit, ex ipsa potissimum historia demonstratur (Мемуары семьи Цицерона в письмах) (лат.). — Венеция: издательство apud Paulum Manutium Aldi F., 1555.
- Рагаццони, Джероламо. Le Filippiche di Marco T. Cicerone contra Marco Antonio, fatte volgari (Филиппики Цицерона против Марка Антония) (итал.). — Венеция: издательство Paolo Manuzio, 1556.
- Рагаццони, Джероламо. Oratio habita in sessione nona, et ultima, sacri Concilii Tridentinii (Речь из IX заседания священного Тридентского собора) (лат.). — Brixia: издательство ad instantiam Io. Baptistae Bozole, 1563.